# آقای گرفتار
آقای گرفتار یک مجموعهٔ تلویزیونی است که نخستین سری آن به کارگردانی حسن اکلیلی در سال ۱۳۷۰ تولید و از شبکه ۱ پخش گردید. بعدها، در سال ۱۳۸۴–۱۳۸۳، سری دوم این مجموعه تلویزیونی به کارگردانی اکبر منصور فلاح و تهیه‌کنندگی حسن اکلیلی ساخته شد.

## خلاصه داستان
مردی در انتظار تولد اولین فرزند خود است، اما همسرش ۹ فرزندِ همزمان به دنیا می‌آورد. گرفتاری‌های ناشی از نگه‌داری ۹ قلوها، ماجراهای زیادی را به دنبال دارد.

## بازیگران و عوامل تولید

### بازیگران
- حسن اکلیلی
- رسول توکلی

### عوامل تولید
- کارگردان هنری: حسن اکلیلی
- کارگردان تلویزیونی: محمود رضایی
- تصویربردار: حسین تهرانی
- تهیه‌کننده: ابوالفضل جهانی‌مقدم
- فرمت تصویر: ویدئویی
- مدت زمان: ۴۰۵ دقیقه
- محصول: گروه اجتماعی شبکه ۱
- سال تولید و پخش: ۱۳۷۰